# Jiang Yun
En una onomàstica xinesa Jiang es el cognom i Yun el prenom.
Jiang Yun (xinès simplificat: 蒋韵) (Taiyuan 1954 - ). Escriptora xinesa. Considerada com a una de les representants de la "literatura de les cicatrius".

## Biografia
Jiang Yun va néixer el més de març de 1954 a Taiyuan, província de Shanxi (Xina), en una família originaria de la província de Henan. Als setze anys durant la Revolució Cultural va ser enviada a treballar, primer en una fàbrica de materials de construcció, i després en una empresa d'instal·lacions d'aigua i electricitat.
El 1978, quan les universitats van reobrir, va ingressar al departament de literatura xinesa de l'Escola Normal de Taiyuan; es va graduar el 1980 i durant dos anys hi va exercir com a professora d'art i literatura xinesa.
Es membre de l'Associació d'Escriptors Xinesos i vicepresidenta de la Federació d'Artistes i Escriptors de Taiyuan.

#### Carrera literària
Ha escrit un gran nombre de novel·les, literatura infantil, assaigs i contes. Mentre estudiava, l'any 1979 va publicar el seu primer conte: 我的两个女儿 (Les meves dues filles), que va publicar la revista literària de Shanxi 《山西文学》on hi treballava com editor l'escriptor Li Rui que més tard seria el seu marit.
L'any 2001, la col·lecció de novel·les "Escape" va ser publicada per primera vegada en francès per l'editorial francesa Mercure:" 《现场逃逸》 i 《冥灯》.
El 2002 va participar al "International Writing Program" de la Universitat d'Iowa als Estats Units.

#### Estil
Les seves històries són sempre escrites en un llenguatge relativament senzill, deliberadament i aparentment simple; relatant drames personals però superant el marc de l'existència individual, prenen l'aspecte d'una elegia moderna impregnada d'una mena de sentiment tràgic de la vida. Però és sobretot la construcció de les frases, trencades per una puntuació inusual, i l'estructura de les històries, generalment compostes per diversos fils paral·lels, que són el caràcter distintiu del seu estil i aporten tensió i profunditat a la seva escriptura. Les frases sovint es tallen amb comes repetides, el que un crític va anomenar "frases trencades" ("碎句"). Capten perfectament la sorpresa o l'emoció d'un personatge, creen un ritme que reflecteix la dificultat de reunir idees sota la influència de l'emoció.
Malgrat que se l'ha considerat com integrant del moviment literari "literatura de les cicatrius" , sempre ha volgut seguir un camí solitari, al marge dels grans moviments literaris, que la van fer dir d'ella mateixa: " Sóc algú impossible de classificar; si hi ha algun entorn literari, aleshores sóc un esperit solitari dins l'entorn literari".
Les obres de Jiang Yun s'han traduït a l'anglès, francès, japonès i coreà, entre altres idiomes.

## Obres destacades i premis
| Any  | Títol xinès | Traducció                   | Premis                                                                                              |
| ---- | ----------- | --------------------------- | --------------------------------------------------------------------------------------------------- |
| 2005 |             | Secret Blooming             | 4t Premi literari Zhao Shuli                                                                        |
| 2007 | 心爱的树    | Beloved Tree                | 4t Premi Lu Xun de Literatura a la millor novel·la                                                  |
| 2008 | 红色娘子 军 | The Red Detachment of Women | Premi a l'Excel·lència de Novel·la curta (中篇小说)de la Societat de Novel·listes de la Xina (2007) |
| 2010 | 行走的年代  | The Walking Age             | Segon premi Yu Dafu de novel·la                                                                     |
| 2014 | 朗霞的西街  | Langxia's West Street       | Premi de literatura Lao She                                                                         |
| 2022 | 你好，安娜  | Hello, Anna                 | Tercer premi de novel·la Wu Chengen                                                                 |